# Asmaa Rasheed
A Dra. Asmaa Jamil Rashid é uma professora iraquiana do Centro de Estudos da Mulher da Universidade de Bagdade. Ela é PhD em sociologia e especializou-se em sociologia de género.
 Rashid é representante da Liga das Mulheres do Iraque e fez apresentações e workshops sobre os tópicos da relutância dos jovens em exercer o seu direito de voto, violência doméstica, discriminação de género no currículo escolar, taxa de abandono feminino em áreas rurais, limitação do casamento infantil e o emprego de mulheres viúvas.

## Publicações
A Dra. Rashid publicou vários artigos, incluindo os seguintes:
- "Instituições preocupadas com violência doméstica e centros de aconselhamento e apoio no Iraque - desafios e lacunas" no Jornal Al-Adab
- "Estudos históricos sobre a mulher - Revisão analítica da escrita histórica no Iraque entre 2008 e 1996" no Journal of Arabian Sciences
- "Factores associados ao fenómeno do casamento fora do tribunal e as consequências disso - Um estudo de campo na cidade Sadr" no Journal Of Educational and Psychological Research
- "Os problemas sociais, psicológicos e educacionais das mulheres deslocadas no Iraque, estudo de campo nos campos das províncias de Bagdade, Ambar e Saladino"
- "Mecanismos de proteção do poder masculino na construção tribal" no Arab Scientific Heritage Journal